# Statue de l'Égalité
La statue de l'Égalité est un monument situé à Shamshabad, aux environs d'Hyderabad en Inde. Il est construit entre 2014 et 2018 en l'honneur du philosophe hindou Ramanuja, à l'occasion du millénaire de sa naissance.

## Historique
En 2014, un ascète indien, Chinna Jeeyar, lance l'idée de commémorer les 1 000 ans de la naissance du philosophe hindou Ramanuja, né vers 1017, par l'érection d'un imposant monument à sa gloire. La première pierre est posée le 2 mai 2014 et la construction est depuis financée par des dons.

## Architecture
La base de l'édifice est formée d'un bâtiment de 16 mètres de hauteur comportant trois niveaux et couronné d'une plateforme supportant la statue, avec une hauteur totale culminant à 65,8 mètres. La statue est ainsi la plus haute statue assise au monde.